# Mantoche
Mantoche település Franciaországban, Haute-Saône megyében. Lakosainak száma 454 fő (2022. január 1.). Mantoche Nantilly, Apremont, Arc-lès-Gray, Autrey-lès-Gray, Esmoulins, Essertenne-et-Cecey, Gray-la-Ville, Poyans és Velet községekkel határos.

## Népesség
A település népességének változása:
| Lakosok száma | 470  | 457  | 471  | 448  | 443  | 440  | 444  | 449  | 454  |
|               | 2013 | 2015 | 2016 | 2017 | 2018 | 2019 | 2020 | 2021 | 2022 |